# Hisashi Tsuchida
Hisashi Tsuchida (født 1. februar 1967) er en japansk fodboldspiller. Han var en del af den japanske trup ved AFC Asian Cup 1988.